# デンデラ (小説)
『デンデラ』は、佐藤友哉による日本の小説。『新潮』（新潮社）2009年1月号に掲載された。2011年に映画化。
姥捨て山伝説を題材とした作品。村の掟により、70歳になると村ぐるみで家族に捨てられた老女たちが山で生き延び、「デンデラ」という共同体を形成し、村への復讐を目論む中、ヒグマに襲われ、生死をかけた死闘に臨む物語。書評家の香山二三郎は、本作を柳田国男の『遠野物語』や吉村昭の『羆嵐』のパロディの要素を持ちながら、捨てられた老婆たちの悲劇を通して現代の社会矛盾を抉り出す寓話であると評している。

## 映画
2011年6月25日に公開された。同じく姥捨山伝説がテーマである『楢山節考』で知られる映画監督の今村昌平の息子である天願大介が監督を務めた。撮影は雪深い山形県庄内地方で1ヶ月半に渡って行われた。興行収入は2億4000万円。
山形のロケでは、出演女優たちは全員ノーメイクでぼろぼろの衣装をまとって撮影に臨んだ。衣装の下にカイロをいくら貼っても効かないくらいの寒さで、日によってはテントを立てても猛吹雪で飛んでしまうという過酷な中でのロケだった。

### あらすじ（映画版）
雪深い寒村に住む老婆・斎藤カユは口減らしの掟である“お山参り”(姥捨て)される年齢になり、息子に背負われて山へと向かう。山中の“お参り場”(姥捨て場)で降ろされたカユは息子を見送った後寒さで意識を失うが、数時間後目を覚ますと温かい屋内にいた。藁葺きの家から出たカユは数年前にお山参りしたはずの同じ村出身の老婆たちを見つける。カユが「ここが極楽浄土か」とつぶやくと、老婆たちから「ここはデンデラ。あんたは助かったんだ」と告げられる。
要領を得ないカユにデンデラの長・三ツ星メイは、姥捨てされた後必死に生き抜きその後姥捨てされた老婆たちとデンデラを築いたことを話す。カユもデンデラで暮らし始めるが、メイたち多くの老婆が村の男たちへの復讐に燃えるなか反対派の椎名マサリが襲撃に異を唱える。カユはどちらの意見が正しいか判断つかないまま、メイが意見を押し通し次の満月の夜に村を襲うことを決める。
しかしある晩デンデラが腹を空かせたクマの親子に襲われ、メイの指示で急遽クマを退治することになりカユも武器で立ち向かう。10人ほどの犠牲を出しながらもメイたちは何とか母グマを撃退し、子グマを仕留める。その後熊鍋に舌鼓を打ち村にいた頃の歌で勝利を祝う。満月の夜、村を襲うメイたちについていくことを決めたカユは、マサリたち数人を残して村へと向かう。しかし途中で発生した雪崩によりメイたちが犠牲となり、助かったカユたち数人はデンデラに戻るが住人は3分の1まで減ってしまう。
長となったマサリは村の襲撃を辞めてデンデラを立て直すことを訴えカユも賛同するが、後日デンデラに再び母グマが現れる。意を決したマサリは自らおとりになってクマを家の中におびき寄せ、老婆たちに外から火をつけるよう命じる。しかし燃える家を突き破ってクマが逃げ出し、マサリたち数人の犠牲者が出てデンデラの住人はカユを含めて5人ほどとなる。覚悟を決めたカユは老婆たちに別れを告げ、デンデラを襲ったクマを山で探し出して挑発しながら村へと誘導していく。ついにカユがクマに追いつかれそうになったその時、村人たちと出くわしクマはカユではなく村人に襲いかかる。カユは村の近くまでクマをおびき寄せたことで村への復讐を果たしたのだった。

### キャスト
斎藤カユ
演 - 浅丘ルリ子
70歳。姥捨ての掟を受け入れ極楽浄土に行くことを望んでいたが、老婆たちに命を助けられたことでデンデラの50人目の住人として暮らし始める。村への復讐を考えるメイや彼女に賛同して攻撃の稽古に励む老婆たちを見ながら、内心「老婆だけで何ができる」と思っている。クマに襲われた後、デンデラを捨てて山の奥で新しく土地を見つけてそこで暮らすことを考える。どちらかと言うと怖がりな性格だが、デンデラでの生活やクマとの闘いを経て仲間思いで勇敢な性格に変わっていく。
三ツ星メイ（みつや）
演 - 草笛光子
デンデラを作った人物で長老的存在。30年前に姥捨てされた老婆で、本人によると100歳とのこと。4人いる組頭の1人。姥捨てされるも死ぬことに納得できず、木の実を食べ努力して火を起こし必死に命を繋ぎ止めその後デンデラを作った。姥捨てされた時点で“その者は一度死んだのと同じ”との考えを持っている。姥捨ての風習を憎み掟を作った村の男たちを敵視しており、以前から村に復讐しに行くことを考えている。
椎名マサリ
演 - 倍賞美津子
黒い服を着ており左目に眼帯をしている。デンデラの住人の中では平和主義者だが、メイから村を襲う気のない数人の老婆と共に“意気地無し”呼ばわりされている。過去に嫁に行った後実家の家族が「村の掟を破った(詳細は不明)」として皆殺しにされ、自身も罰として夫に左目を潰されたとのこと。姥捨ても掟破りを罰する行為も全ては貧しさが原因と考えている。メイの村を襲う考えに否定的で彼女たちと意見が分かれ、穏やかに諭そうとする。基本的には穏やかな性格だが「力を合わせてデンデラを維持することが大事」との考えにより、襲ってきたクマ退治には協力する。
石塚ホノ
演 - 白川和子
山本シギ
演 - 星野晶子
いつも家の中の囲炉裏の前で居眠りをしているが、村にいた頃は「よく働く女」として評判だった。二度目のクマ襲来の時に突然起き出して、家の外にいたクマと対峙し村にいた頃の歌を歌う。
野坂サヨレ
演 - 小野敦子
松井ノイ
演 - 恩田恵美子
尾瀬ホトリ
演 - 松田真知子
福沢ハツ
演 - 田根楽子
デンデラに来たカユと初めて会話する3人の内の1人。組頭の一人。男っぽい性格で人前で放屁することも気にしない。当初はカユと同じく家族を飢えさせないために「姥捨ての掟があるのは仕方ない」と思っている。しかし、デンデラでは年寄りしかいないのに誰も飢えていないことで、姥捨ての風習に疑問を持ち始める。
黒井クラ
演 - 赤座美代子
カユより一足先に姥捨てに遭った。以前から極楽浄土に行くことを願っていたが、老婆たちに助けられデンデラでカユと再会し心の変化を伝える。デンデラの老婆の中でカユと一番親しい。カユに「自分が一番正しいと思ったことをすればいい」と助言する。
保科キュウ
演 - 山口美也子
手作りの弓矢による狩りが得意で、狩りで捕まえた動物を食べて冬の山を一人で生き延びた後デンデラの老婆たちに助けられた。4人いる組頭の1人。
桂川マクラ
演 - 角替和枝
デンデラに来たカユと初めて会話する3人の内の1人。クマ退治の時に怖くなり逃げ出すが、後ろからクマに追いかけられる。
小渕イツル
演 - 山口果林
カユより数歳年上。カユから一緒にデンデラを捨てて、さらに山奥で土地を探して一緒に移住するよう誘われる。
浅見ヒカリ
演 - 山本陽子
デンデラに来たカユと初めて会話する3人の内の1人。クラを見つけてデンデラに連れてきた。4人いる組頭の1人。お節介焼きな性格。
カユの母
演 - 月船さらら
カユの回想シーンに登場。幼女時代のカユと外にいた所、山に姥捨てされたはずの老婆が村に戻ってきたため掟を破った老婆がその後どうなるかをカユに聞かせる。
斎藤カユの息子の嫁
演 - 小谷陽子
冒頭のシーンに登場。カユを含めて6人家族で暮らしていたが、冒頭で村から姥捨てされに山へ行くカユを家族で見送る。
村のまとめ役らしき男
演 - 石橋凌
冒頭のシーンにのみ登場。姥捨てが決まったカユのために儀式を行い、「(姥捨てに行くことは極楽浄土に行けるという意味で)めでたいことで」と声をかける。

### スタッフ
- 監督・脚本 - 天願大介
- 原作 - 佐藤友哉
- 製作・企画 - 中沢敏明、遠谷信幸
- プロデューサー - 厨子健介、古賀俊輔、湊谷恭史
- 音楽 - めいなCo.
- 撮影 - 古谷巧
- 照明 - 高坂俊秀
- 美術 - 稲垣尚夫
- 装飾 - 相田敏春
- 録音 - 加来昭彦
- VFX・特殊造形 - 岡部淳也
- 衣装 - 千代田圭介
- 編集 - 阿部亙英
- 整音 - 矢野正人
- 音響効果 - 柴崎憲治